# 김수흥 (1961년)
김수흥(金洙興, 1961년 4월 29일~)은 대한민국의 정치인으로, 제21대 국회의원이다.

## 학력
- 성당초등학교 졸업
- 성당중학교 졸업
- 1977~1980: 이리고등학교 졸업
- 1981~1988: 한국외국어대학교 영어과 졸업
- 1999~2001: 오리건대학교 대학원 정책학 석사
- 2012~2018: 성균관대학교 국정관리대학원 행정학 박사

## 경력
- 1990.03: 제10회 입법고등고시 합격
- 1990.08~1993.02: 국회사무처 입법조사국
- 1993.02~1996.02: 국회 농림해양수산위원회 입법조사관
- 1996.02~1999.05: 국회사무처 의사국 의안담당 서기관
- 2001.08~2005.01: 국회 농림해양수산위원회 입법조사관, 부이사관
- 2005.01~2006.01: 국회 행정자치위원회 입법조사관, 부이사관
- 2006.04~2009.08: 주미한국대사관 공사참사관
- 2009.08~2009.12: 국회 문화체육관광방송통신위원회 입법심의관
- 2009.12~2012.01: 국회사무처 국제국 국장, 이사관
- 2010.05~2010.11: 서울G20국회의장회의 실무기획단 단장
- 2012.01~2013.01: 국회 예산결산특별위원회 전문위원, 이사관
- 2013.01~2015.01: 국회예산정책처 예산분석실 실장
- 2015.01~2017.01: 국회 국토교통위원회 수석전문위원
- 2017.01~2018.07: 국회 예산결산특별위원회 수석전문위원
- 2018.07~2019.08: 국회사무처 사무차장
- 2020.03~2020.04: 더불어민주당 전북 익산시 갑 국회의원 예비후보, 후보
- 2022.03~2023.05: 더불어민주당 원내부대표(입법)

### 의정 활동
- 2020.05~2024.05: 제21대 국회의원(전북 익산시 갑, 더불어민주당, 초선)
  - 2020.06~2022.05: 제21대 국회 전반기 기획재정위원회 위원
  - 2022.07~2023.05: 제21대 국회 후반기 국회운영위원회 위원
  - 2022.07~2024.05: 제21대 국회 후반기 국토교통위원회 위원
  - 2023.02~2024.05: 제21대 국회 첨단전략산업 특별위원회 위원
  - 2023.06~2024.05: 제21대 국회 후반기 예산결산특별위원회 위원

## 역대 선거 결과
| 실시년도 | 선거  | 대수 | 직책     | 선거구         | 정당         | 득표수    | 득표율         | 순위 | 당락 | 비고 |
| -------- | ----- | ---- | -------- | -------------- | ------------ | --------- | -------------- | ---- | ---- | ---- |
| 2020년   | 총선  | 21대 | 국회의원 | 전북 익산시 갑 | 더불어민주당 | 59,042 표 | \| \| 79.6% \| | 1위  |      | 초선 |
|          | 79.6% |      |          |                |              |           |                |      |      |      |

## 같이 보기
- 익산시 갑
- 익산시의 국회의원